# Reinhard von Sayn
Reinhard von Sayn (zm. 24 sierpnia 1390) – biskup chełmiński.

## Życiorys
Najstarszy syn hrabiego niemieckiego Jana III von Sayn. Nominowany przez papieża na biskupa  w maju 1385, konsekrowany na biskupa dopiero 21 października 1389. Zmarł 24 sierpnia 1390. Kapituła chełmińska wybrała na następcę kapelana wielkiego mistrza zakonu krzyżackiego kanonika chełmińskiego Marcina lecz nie został on uznany przez papieża.